# Women in Uniform
Women in Uniform è un singolo del gruppo musicale britannico Iron Maiden, pubblicato il 27 ottobre del 1980 dalla EMI.

## La canzone
Si tratta di una reinterpretazione dell'omonimo singolo del gruppo australiano Skyhooks, da loro incisa nel 1978. Fu l'ultima registrazione fatta dalla band con Dennis Stratton alla chitarra.
Il disegno in copertina fece ancora una volta discutere. Esso fa eco a quello presente sulla copertina del singolo Sanctuary e raffigura l'allora primo ministro del Regno Unito Margaret Thatcher, che, vestita in uniforme e impugnante un'arma, attende nascosta dietro un muro l'arrivo di Eddie per vendicarsi.
Il disco contiene anche una registrazione dal vivo del brano Phantom of the Opera, registrato al Marquee Club di Londra il 4 luglio e missata da Doug Hall.

## Video musicale
Il videoclip, il primo in assoluto nella carriera del gruppo, è stato filmato durante un concerto tenuto presso il Rainbow di Londra.

## Tracce
1. Women in Uniform – 3:11 (Greg Macainsh) – originariamente interpretata dagli Skyhooks
2. Invasion – 2:39 (Steve Harris)
3. Phantom of the Opera (live al Marquee Club, Londra) – 7:12 (Steve Harris)

## Formazione
- Paul Di'Anno – voce
- Dave Murray – chitarra
- Dennis Stratton – chitarra
- Steve Harris – basso
- Clive Burr – batteria